# Chlorochaeta cenocraspis
Chlorochaeta cenocraspis là một loài bướm đêm trong họ Geometridae.